# Јерменска висораван
39° 17′ 1″ N 43° 22′ 19″ E / 39.28361° С; 43.37194° И
Јерменска висораван (јерм. Հայկական լեռնաշխարհ / Хајкакан лернашхарн; тур. Ermenistan Yaylası; рус. Армянское нагорье) представља централно, од три планинска подручја у северном делу Блиског истока. На истоку, Јерменска висораван се наставља на Анадолијску висораван, на југу је Иранска висораван, а на северу Велики Кавказ. Овом планинском систему припадају и планински ланци Малог Кавказа и Арарат који је уједно и највиши део висоравни (висок 5.165 м). Надморска висина расте идући ка централним деловима висоравни, и просечно износи 1.500 до 3.000 метара.
Висораван обухвата цело подручје данашње Јерменије, југ Грузије, западни део Азербејџана (укључујући и Нахичеван), северозапад Ирана и источни део Турске. Укупна површина износи око 400.000 км².
Изразито јака вулканска активност у мезозоику оставила је на овом подручју бројне угашене вулканске купе (Арарат, Немрут, Арагац). У области се налазе и три велика тектонска језера: Урмија, Ван и Севан.
Из ове области потичу пшеница и кајсија.

## Име
Подручје Јерменске висоравно је од најранијих времена било насељено бројним јерменским племенима и вероватно је то и разлог због којег је цело подручје добило име. Пре стварања државе Јерменије у данашњим граница за цело подручје се обично користио термин Јерменија без додатка висораван.
Потписивањем Лозанског мира 1923. основана је Република Турска, чија власт је одмах почела да врши интензивну туркизацију свих топонима на својој територији. Тако је највећи део Јерменске висоравни чији су источни делови постали саставни део нове Турске државе преименован у Источна Анадолија (тур. Doğu Anadolu). Данас се ипак термин Источна Анадолија у турским изворима односи само на регион у Турској, док се за целу висораван користи опште прихваћени назив (тур. Ermenistan Platosu; Ermenistan Yaylası).

## Географски положај
Јерменска висораван обухвата подручје од око 400.000 км². Простире се до северних и западних обронака Малог Кавказа, на југу до горњих токова реке Тигар, на западу је Анадолијска висораван док на југоистоку постепено прелази у Иранску висораван. Од Црног мора одвојена је Понтијским планинама. Геополитички гледано овако ограничено подручје обухвата целу Јерменију, јужне делове Грузије, југозападни Азербејџан (укључујући и Нахчиванску енклаву и Карабах), целу источну Турску (регион Источна Анадолија) и северозападни Иран око језера Урмија и града Табриза.

## Геолошка грађа
Геолошки гледано, Јерменска висораван представља сегмент алпског орогена који се формирао између горњег тријаса и терцијара са великим уделом вулканско-седиментних формација мезозојско-кенозојске старости и бројних интрузија гранита из горње креде, палеогена и неогена.
Током неогена, висораван је била подложна великом раседању праћеном интензивном вулканском активношћу, и из тог периода датирају бројне наслаге базалта и туфа. У каснијим фазама вулканске активности формиране су бројне вулканске купе, за које не постоје подаци о активности у историјском периоду. Изузетак је вулкан Немрут који је последњи пут био активан 1692. године.
У целом подручју постоје велика лежишта руда и минерала: хромит, гвожђе, злато, арсен, бакарно-пиритна руда, манган те камена со, те лежишта фосилних горива попут каменог угља, нафте и гаса.

## Рељеф
Данашњи рељеф Јерменске висоравни је настао као последица неогенске вулканске активности. Просечна надморска висина износи између 1.500 и 3.000 метара. Рељефну основу чине бројне вулканске купе и тектонске депресије. Вулканске планине су формиране у завршној фази вулканске активности на овом подручју и често се јављају у виду осамљених купа, попут Арарата и Арагаца или у низовима, односно планинским ланцима (вулкани настајали дуж раседа).
Једина вулканска купа за коју постоје подаци о активности у историјскм периоду је планина Немрут, на западним обалама језера Ван. Забележене су три ерупције Немрута 1441, 1597. и 1692. године. Највише вулканске планине су Арарат (5.165 м, Турска), Сабалан (4.813 м, Иран), Арагац (4.090 м, Јерменија), Сипан (4.058 м, Турска), Мали Арарат (3.925 м, Турска), Капуџух (3.905 м, Јерменија/Азербејџан), Сехенд (3.707 м, Иран).
Између планинских ланаца, на висинама између 700 и 2.000 метара налазе се бројне депресије. Највеће котлине су Араратска, Ерзурумска, Табриска.
У хидролошком смислу подручје се одводњава ка Каспијском језеру, Црном мору и Персијском заливу. У овој области извиру реке Еуфрат (2736 км), Тигар (1850 км), Кура (1515 км), Аракс (1072 км), Арацани (722 км)  и бројни мањи водотоци. Изворишта река су углавном високо у планинама, док је режим храњења снежно-плувијални. Бројни су и минерални извори (Арзни, Џермук). Језера су углавном смештена у дубоким депресијама и нису повезана са маринским басенима (Урмија и Ван), изузев језера Севан, које преко Храздана отиче ка Араксу и Каспијском језеру.

## Клима
Подручје карактерише суптропска и континентална клима. Количина падавина није велика и креће се од 300—800 мм у планинским подручјима до 150—300 мм у депресијама. Највише падавина је током пролећа, а најмање зими. Количина падавина расте са надморском висином.
Зиме су веома хладне и снежне, посебно у северним и источним планинским подручјима, док су у котлинама нешто блаже. Средње јануарске температуре се крећу од -3 до -15 °C, а јулске од 15 до 20 °C, у долинама до 25 °C.

## Живи свет
У природном погледу котлине су подручја суве степе и полупустињске вегетације (посебно у источним и југоисточним деловима), са светлокестењастим, кестењастим и сивим тлом. Уз водотоке се обично налазе ужи појасеви наплавних равница обраслих бујном травнатом вегетацијом, џбуњем и шипражјем. У прошлости је цело подручје било веома богато шумама, посебно северни и источни делови. Данас се бујнији шумски покров одржао једино у Понтијским и Курдским планинама. На влажним планинским обронцима од 800—1.400 метара на тамно кестењастом тлу и чернозему су планинске степе и ово је подручје интензивније пољопривредне активности. У овој зони се узгаја памук, дуван, житарице. У близини Јеревана, у подручју Еребунског резервата природе пшеница расте као дивља, аутохтона биљка.
Између 1.000—2.000 метара су подзоласта шумска тла, а подручје је обрасло шумом храста и бора коју постепено смењује смрека и џбуње. Од 2.000 до 3.000 метара су области планинских ливада и пашњака, а највиши планински врхови су каменити и под снегом који се често зна задржати и током целе године (највиши врхови Арарата, Сипана, Капуџуха). На ариднијим подручјима у котлинама доминира каменита подлога и кржљава ксерофитна вегетација.
Кајсија или јерменска шљива (лат. prunus armenicus је аутохтона воћка овог подручја (национални симбол Јермена).
Од дивљих животиња овде обитавају бројне врсте глодара и гмизаваца, а од крупнијих сисара јелени, дивокоза, муфлон, медвед, леопард, пругаста хијена.